# Super Terra

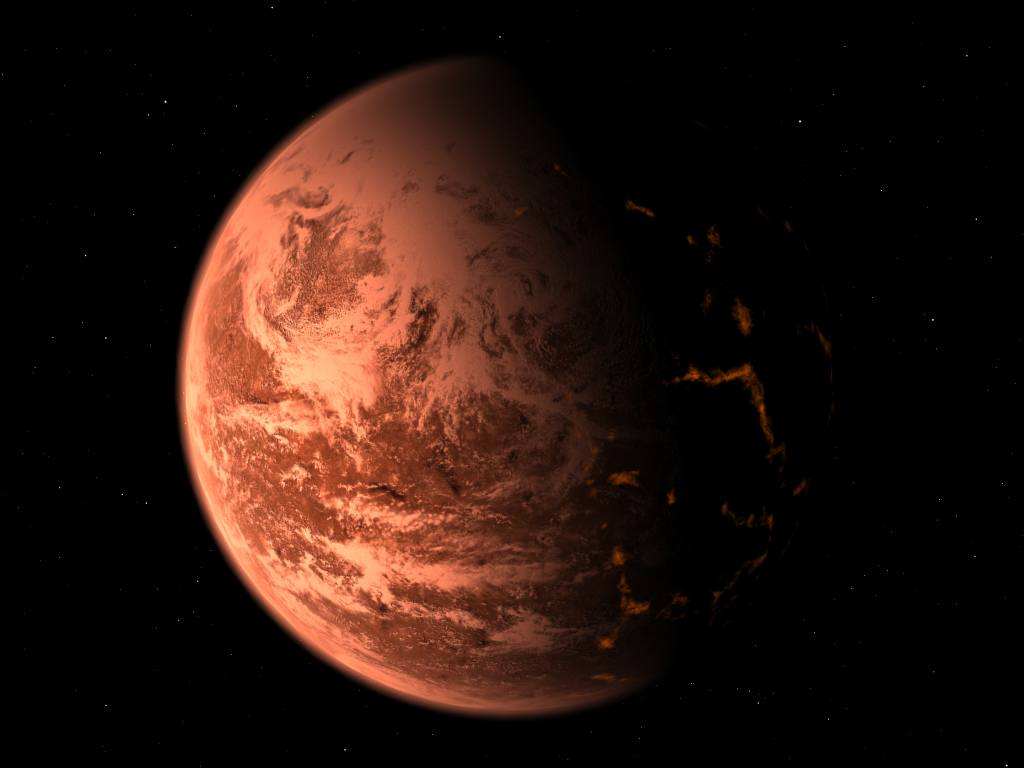
Immagine artistica che rappresenta Gliese 876 d, la prima super Terra scoperta attorno ad una stella di sequenza principale

In astronomia si definisce super Terra un pianeta extrasolare di tipo roccioso che abbia una massa compresa tra 1,9–5 e 10 masse terrestri (M⊕); questa classe di pianeti è dunque una via di mezzo tra i giganti gassosi di massa simile ad Urano e Nettuno ed i pianeti rocciosi di dimensioni simili alla Terra. Il nostro sistema solare non contiene pianeti classificabili in questa categoria, in quanto il pianeta roccioso più grande è proprio la Terra e il pianeta immediatamente di massa maggiore, Urano, è un gigante gassoso con una massa pari a circa 14 volte quella terrestre.
Il termine "super Terra" si riferisce esclusivamente alla massa del pianeta, e non considera altre proprietà quali condizioni in superficie o eventuale abitabilità. Per evitare potenziali ambiguità sono stati coniati anche altri termini, di utilizzo meno diffuso, per enfatizzare alcune probabili caratteristiche di certe super Terre individuate: nano gassoso, per i pianeti più massicci di questa categoria e probabilmente costituiti da grandi quantità di gas; super Venere o super Plutone, per sottolineare le altissime o viceversa bassissime temperature superficiali che caratterizzerebbero il pianeta in oggetto.
I primi pianeti appartenenti a questa categoria furono scoperti nel 1992 attorno ad una pulsar; fu però a partire dal 2005 che si iniziarono ad individuare delle super Terre attorno a stelle di sequenza principale, con la scoperta di Gliese 876 d.

## Definizione
In generale, la definizione di super Terra si basa esclusivamente sulla massa, e non comprende altre caratteristiche, come temperatura, composizione, parametri orbitali o ambiente, affini a quelli della Terra. Mentre le fonti generalmente sono concordi nell'indicare 10 masse terrestri (~69% della massa di Urano) come il limite superiore perché una super Terra possa ancora considerarsi tale, il limite inferiore varia tra 1–1,9 e 5 M⊕. Secondo altri autori il termine andrebbe limitato ai pianeti privi di un involucro atmosferico significativo. I pianeti che eccedono le 10 M⊕ entrano nel novero dei giganti gassosi. Al 2019, la carenza di pianeti cosiddetti intermedi (Fulton gap, dal nome dell'astronomo che ha rilevato il fenomeno), cioè aventi raggio tra 1,5 e due volte quello terrestre, trova spiegazione, oltre ad una insufficiente base statistica, alla possibilità di ulteriori scenari nell'evoluzione della formazione esoplanetaria.

## Storia

### Prime scoperte (1992-2005)

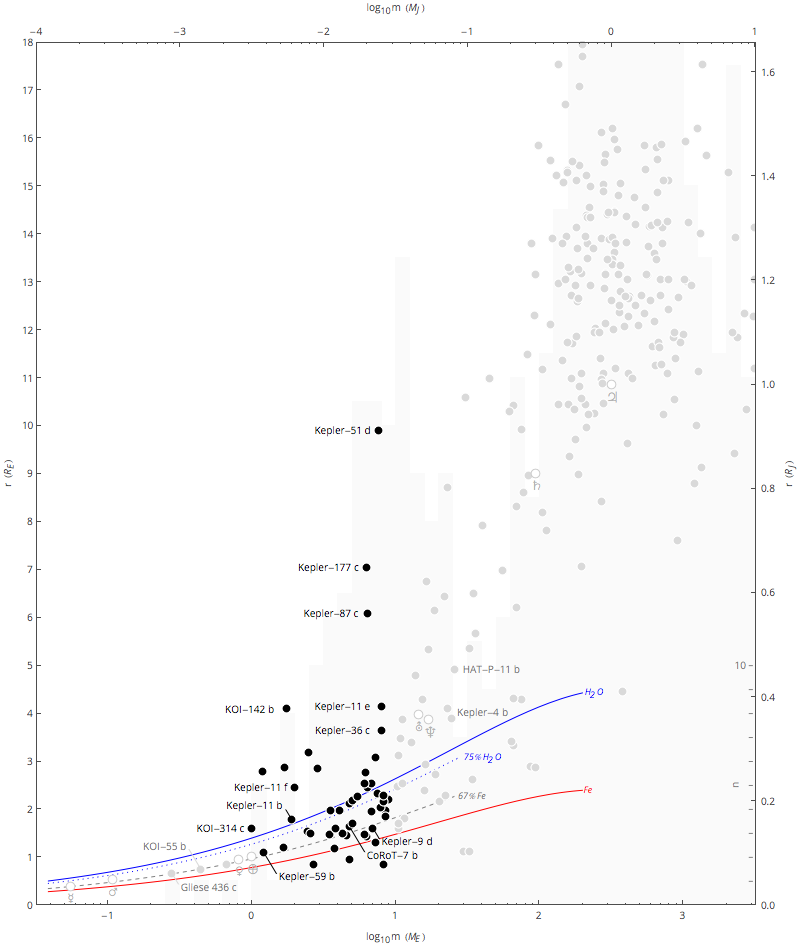
Valori di massa e raggio delle super Terre transitanti raffrontate agli analoghi parametri di altri esopianeti individuati.

La scoperta delle prime super Terre coincide con la scoperta dei primi pianeti extrasolari: nel 1992 Aleksander Wolszczan e Dale Frail scoprirono tre pianeti attorno alla pulsar millisecondo PSR B1257+12 la cui massa era compresa tra 0,025 e 4,3 volte la massa terrestre: valori troppo bassi per considerarli dei giganti gassosi. Dal momento che sino ad allora l'esistenza degli esopianeti era solamente oggetto di discussione e speculazione, la scoperta suscitò un grande interesse nella comunità scientifica, dal momento che si trattava dei primi esopianeti confermati e per di più orbitavano attorno ad una pulsar, fatto sorprendente per l'epoca in quanto si supponeva che solo le stelle di sequenza principale potessero avere dei pianeti.
Bisognerà però attendere sino al 2005 prima che venga individuata la prima super Terra intorno ad una stella di sequenza principale: si trattava di Gliese 876 d, scoperta da un gruppo guidato dal ricercatore Eugenio Rivera in orbita attorno alla nana rossa Gliese 876 (in precedenza erano stati scoperti nel sistema due giganti gassosi di dimensioni simili a Giove). Ha una massa stimata tra 5,8 e 7,5 masse terrestri ed un periodo orbitale di soli due giorni; la grande vicinanza del pianeta alla sua stella madre fa sì che la sua temperatura superficiale sia piuttosto elevata, tra 430 e 650 K.

### Seconda metà degli anni duemila (2006-2010)
Nel 2006 sono state scoperte altre due super Terre: OGLE-2005-BLG-390L b, con una massa 5,5 volte quella terrestre, scoperta grazie all'effetto lente gravitazionale, e HD 69830 b, con una massa pari a 10 volte quella terrestre.

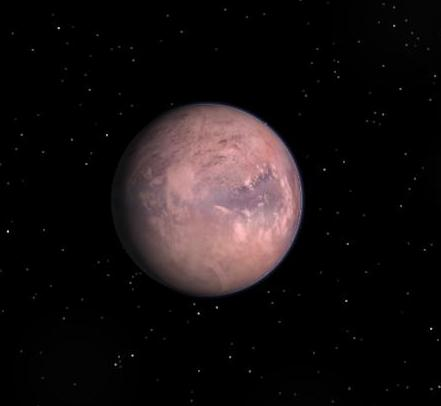
La super Terra Gliese 581 c come rappresentata nel programma Celestia.

Nell'aprile 2007 un gruppo svizzero, guidato da Stéphane Udry, ha annunciato la scoperta di due super Terre attorno alla nana rossa Gliese 581, denominate Gliese 581 c e d ed entrambe ritenute al limite della zona abitabile del sistema. Al momento della scoperta si riteneva che Gliese 581 c, che possiede una massa pari a 5 volte quella terrestre e dista mediamente dalla stella madre 0,073 au (11 milioni di km), si trovasse nel bordo più interno e caldo della zona abitabile. Pertanto si ritenne inizialmente che la temperatura del pianeta variasse tra un minimo di −3 °C (270 K), con un'albedo paragonabile a Venere, ed un massimo di 40 °C (313 K), con un'albedo paragonabile a quella terrestre. Ricerche successive hanno però mostrato che Gliese 581 c si troverebbe ben più internamente rispetto alla zona abitabile del sistema e soffrirebbe inoltre di un importante effetto serra, simile a quello che affligge Venere. Gliese 581 d, con una massa 7,7 volte quella terrestre, orbita invece all'interno della zona abitabile, in corrispondenza del suo limite esterno.
Nel giugno 2008 è stata scoperta una delle super Terre di massa più piccola, MOA-2007-BLG-192Lb; individuato grazie all'effetto lente gravitazionale, il pianeta possiede una massa di circa 3,3 M⊕ ed orbita attorno ad una nana bruna.
Nello stesso mese è stata annunciata la scoperta di tre super Terre orbitanti attorno ad una stella un po' più piccola del Sole, HD 40307. Il primo pianeta ha una massa pari a 4,2 masse terrestri, il secondo 6,7 e il terzo 9,4. I tre pianeti sono stati individuati grazie al metodo della velocità radiale calcolata mediante lo spettrografo HARPS situato in Cile, presso l'osservatorio di La Silla. Lo stesso team ha annunciato la scoperta di un ulteriore pianeta con 7,5 masse terrestri intorno alla stella HD 181433, attorno alla quale orbita un pianeta simile a Giove già noto con un periodo di tre anni.

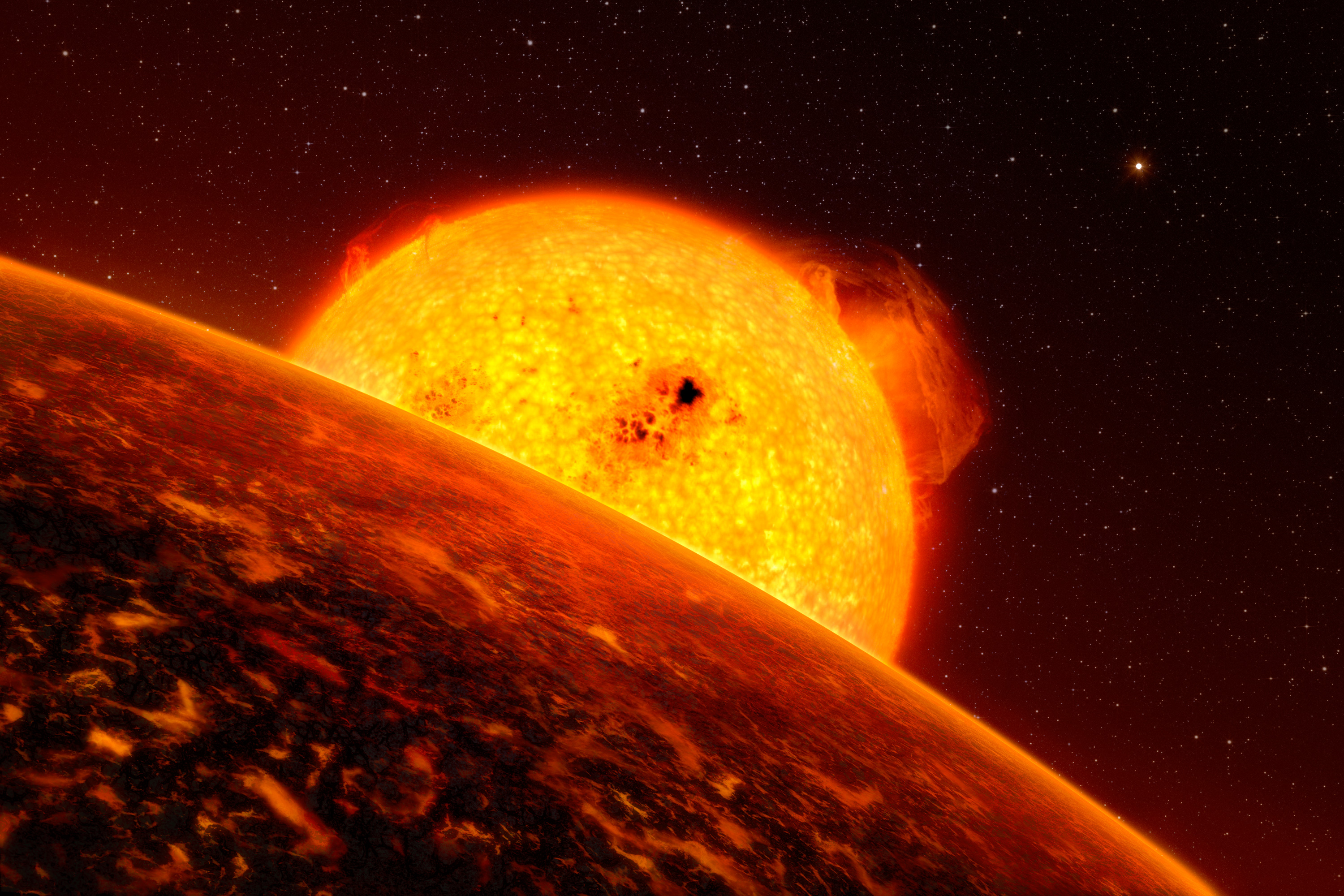
Rappresentazione artistica della super Terra CoRoT-7 b.

Nel febbraio 2009 è stata annunciata la scoperta di CoRoT-7 b, con una massa stimata di 4,8 M⊕ ed un periodo orbitale di appena 0,853 giorni; la densità stimata sembra indicare una composizione molto simile a quella dei pianeti del sistema solare interno, dunque con prevalenza di silicati. CoRoT-7 b, scoperto appena dopo HD 7924 b, è la prima super Terra individuata attorno ad una stella di sequenza principale che non sia una nana rossa.
Il 21 aprile 2009 è stata annunciata la scoperta di un'altra super Terra intorno a Gliese 581: Gliese 581 e. Con una massa di circa 1,9 M⊕, è il più piccolo esopianeta sinora individuato attorno ad una stella di sequenza principale; orbita intorno alla sua stella in 3,15 giorni ad una distanza media di 0,03 au. Si ritiene che il pianeta sperimenti un riscaldamento mareale almeno 100 volte superiore a quello che il satellite Io subisce da Giove.
Nel dicembre 2009 è stata annunciata la scoperta di Gliese 1214 b, 2,7 volte più massiccio della Terra, la cui densità è compatibile con quella ipotizzata per un pianeta oceanico.
Delle 32 super Terre scoperte nel 2009, 24 sono state scoperte tramite lo strumento HARPS montato sui telescopi Keck.
Nel gennaio 2010 è stato individuato il pianeta HD 156668 b; la sua massa minima di 4,15 masse terrestri lo rende il secondo pianeta meno massiccio ad esser stato scoperto mediante il metodo della velocità radiale, dopo Gliese 581 e.
Il 24 agosto è stata annunciata la scoperta di un sistema planetario costituito da almeno sette pianeti, non tutti confermati, in orbita attorno alla nana gialla HD 10180; uno dei pianeti non confermati, HD 10180 b, possiederebbe una massa di 1,35±0,23 M⊕, che lo renderebbe, qualora venisse confermato, l'esopianeta meno massiccio scoperto attorno ad una stella di sequenza principale; vi è però una probabilità del 98,6% che il pianeta sia realmente esistente.

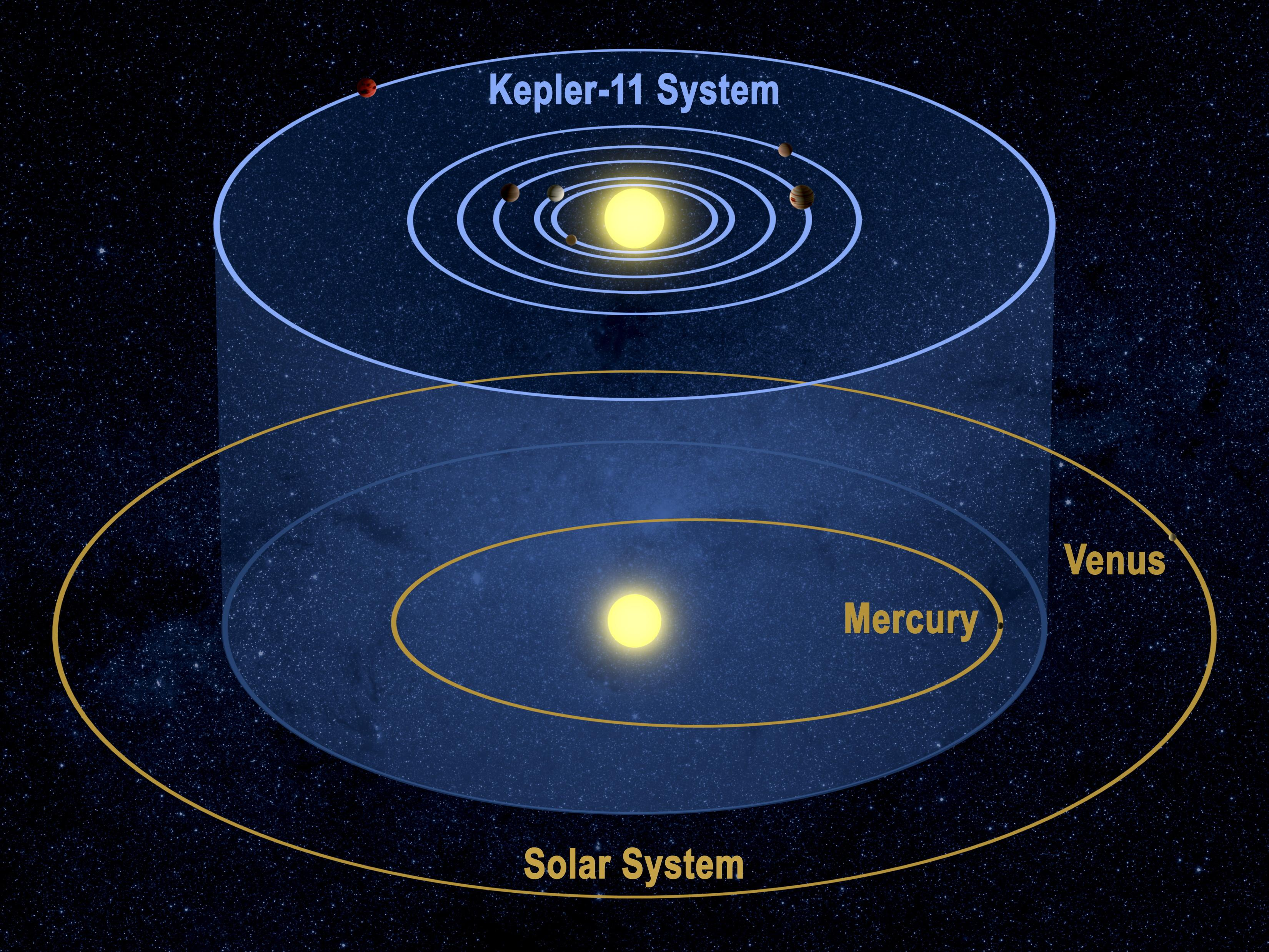
Raffronto tra le orbite del sistema di Kepler-11 e quelle di Mercurio e Venere nel sistema solare.

Il 29 settembre è stata annunciata la scoperta, tramite la misurazione della velocità radiale, di una quarta super Terra attorno a Gliese 581; denominato Gliese 581 g o, amichevolmente, Zarmina, il pianeta presenta una massa 3,1 volte quella terrestre ed orbita secondo una traiettoria quasi circolare ad una distanza media dalla stella di 0,146 au, che lo colloca nella zona abitabile. La scoperta del pianeta, assieme a quella contemporanea di Gliese 581 f, è stata messa in dubbio da una successiva analisi dei dati, dalla quale non si è avuto un riscontro preciso dell'effettiva presenza di questi ultimi due pianeti; l'Extrasolar Planet Encyclopedia li classifica, a dicembre 2011, come non confermati.

### Anni duemiladieci (2011-2020)
Il 2 febbraio 2011 il telescopio spaziale Kepler ha trasmesso una lista di 1235 probabili pianeti extrasolari, che comprende 68 possibili pianeti di dimensioni simili alla Terra (R < 1,25 R⊕) e altre 288 possibili super Terre (1,25 R⊕ < R < 2 R⊕). Inoltre, 54 probabili pianeti sono stati individuati nella zona abitabile del loro sistema; sei di questi hanno dimensioni inferiori al doppio di quelle terrestri: KOI 326.01 (R = 0,85 R⊕), KOI 701.03 (R = 1,73 R⊕), KOI 268.01 (R = 1,75 R⊕), KOI 1026.01 (R = 1,77 R⊕), KOI 854.01 (R = 1,91 R⊕), KOI 70.03 (R = 1,96 R⊕). Degno di nota è anche un sistema costituito da ben sei pianeti, denominati da "b" a "g", in orbita attorno a Kepler-11, una nana gialla molto simile al Sole. Tutti e sei i pianeti, le cui masse sono comprese tra 2,3 e 13,5 M⊕, sono transitanti sulla superficie della stella, in virtù della loro inclinazione rispetto alla nostra linea di vista inferiore al grado. Questa proprietà ha reso possibile una misurazione diretta dei diametri e dei periodi orbitali semplicemente monitorando le eclissi della stella da parte dei pianeti. Il sistema è il più compatto conosciuto: le orbite dei pianeti da "b" ad "f" infatti giacciono tutte ad una distanza inferiore a quella che separa Mercurio dal Sole, mentre l'orbita di "g" è più larga del 20% rispetto all'orbita di Mercurio.
Sulla base di queste ultime scoperte, gli astronomi ipotizzano che possano trovarsi almeno 30000 probabili pianeti abitabili entro mille anni luce dalla Terra, almeno 50 miliardi di pianeti di tipo roccioso solamente nella Via Lattea, 500 milioni dei quali probabilmente orbitanti nella zona abitabile del loro sistema.

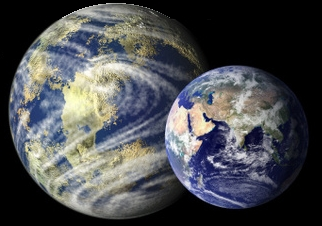
Raffronto tra una ricostruzione artistica di KOI-172.02 e la Terra.

La scoperta di altre quattro super Terre (Gliese 370 b e le tre orbitanti attorno al sistema di HD 20794) tramite lo spettrografo HARPS dell'ESO è stata annunciata il 17 agosto 2011; tra queste, Gliese 370 b giacerebbe al limite interno della zona abitabile del sistema e sarebbe potenzialmente abitabile qualora possedesse una copertura nuvolosa in grado di coprire più del 50% della superficie planetaria. Altre 10 super Terre, su 41 nuovi esopianeti scoperti, sono state confermate il 12 settembre.
Il 5 dicembre 2011 è stata annunciata e confermata la scoperta, tramite il telescopio Kepler, della prima super Terra inequivocabilmente orbitante nella zona abitabile del suo sistema planetario: si tratta di Kepler-22 b, un pianeta di raggio 2,4 volte quello terrestre, che orbita ad una distanza dalla sua stella (una nana gialla lievemente più piccola del Sole) di circa 0,89 au.
Nel settembre 2012 è stata annunciata la scoperta di due pianeti in orbita attorno a Gliese 163, dei quali uno, Gliese 163 c, con una massa pari a 6,9 volte la massa della Terra e probabilmente orbitante nella zona abitabile del sistema. Nell'ottobre dello stesso anno è stato dato l'annuncio della probabile scoperta di una super terra anche attorno ad α Centauri B, facente parte del sistema stellare più vicino al Sole, mentre a dicembre sono state annunciate cinque super Terre in orbita attorno alla vicina τ Ceti, uno dei quali, e, sarebbe all'interno della zona abitabile.
Nel gennaio 2013 è stata poi annunciata la scoperta, in seguito all'analisi dei dati forniti dal telescopio spaziale Kepler, di un possibile pianeta, denominato KOI-172.02, molto simile alla Terra (R =1,5 r⊕) che orbita nella zona abitabile del sistema di una nana gialla simile al Sole; questo pianeta è ritenuto un possibile candidato ad ospitare forme di vita extraterrestri. Nell'aprile dello stesso anno è stata annunciata la scoperta di cinque pianeti orbitanti all'interno della zona abitabile della stella Kepler-62, distante 1 200 anni luce dal sistema solare. Altre tre super Terre sono state individuate attorno alla nana rossa Gliese 667 C e sono parte di un sistema più ampio comprendente altri quattro pianeti.

## Caratteristiche

### Raggio, composizione e gravità

Raffronto tra le diverse dimensioni che le super terre assumerebbero in funzione della loro massa e della loro composizione.
Legenda: Fe – pianeta ferroso; SiO_{2} – pianeta di silicati; C – pianeta al carbonio; H_{2}O – pianeta oceanico; CO – pianeta di monossido di carbonio; H – pianeta di idrogeno (nano gassoso).

A causa della loro massa maggiore rispetto a quella terrestre, le caratteristiche fisiche delle super Terre differiscono in maniera sostanziale da quelle del nostro pianeta.
Caratteristica principale delle super Terre è l'alto valore della gravità superficiale, in genere maggiore di quella di Nettuno e Saturno (e in certi casi anche di quella di Giove), che dipende strettamente dal valore della massa e dalle dimensioni di questi pianeti. Un gruppo di astronomi ha sviluppato dei modelli fisico-matematici per dedurre le dimensioni di quattordici diverse tipologie di pianeti che si ritiene possano esistere nella nostra Galassia; tra questi, pianeti composti da sostanze pure, quali acqua e/o ghiaccio (pianeti oceanici), carbonio, ferro, silicati, monossido di carbonio, carburo di silicio, e da miscele di queste sostanze. Il gruppo ha calcolato in che modo la gravità arrivi a comprimere questi pianeti, consentendo di predire un preciso valore del diametro a seconda della composizione e della massa presa in esame. Ad esempio, un pianeta di massa terrestre composto da acqua e/o ghiaccio avrebbe un diametro di circa 15700 km, mentre un pianeta ferroso di egual massa avrebbe un diametro di appena 4800 km; per raffronto, la Terra, costituita prevalentemente da silicati con un nucleo ferroso, ha un diametro equatoriale di 12756 km. Se ne deduce dunque che i pianeti a prevalenza d'acqua e ghiaccio siano i meno densi, mentre i pianeti ferrosi siano quelli con la densità maggiore; bisogna comunque tenere presente che, a parità di composizione, un pianeta massiccio è più denso di un pianeta meno massiccio.
Uno studio condotto sul pianeta Gliese 876 d ha reso noto che sarebbe teoricamente possibile dedurre la composizione di una super Terra calcolando la densità a partire dal raggio, misurabile durante il transito sulla superficie della stella, e dalla massa del pianeta, deducibile tramite le misurazioni astrometriche. Nel caso specifico, dal momento che Gliese 876 d non è un pianeta transitante e dato che l'unico valore noto è la sua massa (5,88±0,99 M⊕), il suo raggio teorico calcolato è compreso tra 9200 km (1,4 r⊕), assumendo che si tratti di un pianeta di silicati con un grande nucleo ferroso, e 12500 km (2,0 r⊕), assumendolo un pianeta oceanico. La gravità superficiale stimata per un pianeta il cui raggio è compreso entro questo range andrebbe tra 1,9 e 3,3 g (19 e 32 m/s²).

### Formazione e struttura
La struttura di una super Terra riflette le modalità che hanno condotto alla sua formazione. A seconda della regione del sistema planetario in cui il pianeta si è formato, è possibile riconoscere due tipi principali di super Terre: le super Terre ricche in acqua e ghiaccio, che si sono formate al di là della frost line del sistema e che daranno luogo ai pianeti oceano, e le super Terre povere d'acqua, simili grossomodo ai pianeti del sistema solare interno e formatesi internamente alla frost line.

La struttura interna della Terra paragonata con quella di una super Terra silicatica (a sinistra) e di un pianeta oceanico (a destra).

La formazione di una super Terra povera d'acqua ricalca sostanzialmente la formazione dei pianeti rocciosi del sistema solare. L'urto e l'aggregazione dei planetesimi, frammenti di roccia ricchi di ferro e silicati presenti nel disco circumstellare residuato dalla nascita della stella madre, determina la formazione di un certo numero di protopianeti, che, in virtù dell'enorme attrito causato dalle plurime collisioni, si presentano come delle caldissime sfere di roccia fusa che irradiano calore nello spazio circostante. Il raffreddamento della parte più superficiale del magma determina la formazione di strutture cristalline di silicati di ferro, da cui avranno origine dei minerali. A seconda della quantità di ossigeno dei silicati, una parte del ferro può non venire incorporata nei minerali nascenti; questa frazione libera di ferro, a causa della sua densità maggiore rispetto al resto del magma silicatico, sprofonda verso il centro del pianeta nascente, andando a costituire un nucleo circondato da un mantello di magma prevalentemente silicatico; l'interno del pianeta in formazione assume così un aspetto pluristratificato, simile a quello della Terra. Ciò che differenzia il nucleo di una super Terra da quello terrestre è il fatto che il primo, nonostante le elevatissime temperature (~10000 K), si presenterebbe completamente solido a causa delle elevate pressioni che gravano su di esso; il nucleo terrestre è composto invece da una frazione solida, detta nucleo interno, circondata da un involucro fluido, il nucleo esterno, percorso da correnti convettive che sarebbero responsabili del campo geomagnetico.
Tra le super Terre povere d'acqua sono annoverati gli ipotetici pianeti di carbonio, che orbiterebbero attorno a stelle originatesi a partire da nebulose particolarmente ricche di questo elemento e povere in ossigeno. La loro struttura interna comprende un nucleo ferroso, circondato da un mantello interno di carburi e un mantello esterno di grafite, sovrastato a sua volta da una sottile crosta e, in alcuni casi, da un'atmosfera secondaria, ricca di composti del carbonio. Si ritiene che se nel mantello esterno si raggiungessero opportune condizioni di pressione, alcuni strati di grafite, dello spessore anche di diversi chilometri, potrebbero cristallizzare in diamante.
Notevolmente differente è la formazione dei pianeti ricchi d'acqua, rappresentati dai pianeti oceano: come già accennato, questi pianeti si formano al di là della frost line, che corrisponde ad una distanza dalla stella tale che la temperatura è sufficientemente bassa da permettere ai composti volatili contenenti idrogeno, come l'acqua, l'ammoniaca e il metano, di raggiungere lo stato di ghiaccio. La loro struttura è assai peculiare: questi pianeti sono infatti caratterizzati da grandissime quantità d'acqua, che danno luogo ad un oceano superficiale profondo diverse centinaia di chilometri. Negli strati inferiori di questo immenso oceano l'acqua, per effetto della grandissima pressione, raggiunge lo stato solido: si crea così un secondo mantello, più superficiale rispetto a quello di roccia, costituito da ghiaccio. Non si tratta però del comune ghiaccio visibile nelle regioni fredde del nostro pianeta, il ghiaccio Ih, ma delle calde forme cristalline note come ghiaccio VII, X e XI, che si formano a seguito di pressioni elevatissime.

### Attività geologica

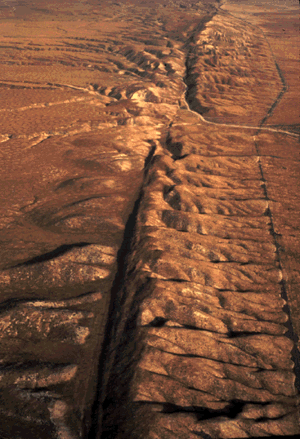
Secondo alcuni planetologi, l'attività tettonica sarebbe una caratteristica tipica di molte super Terre e sarebbe una delle condizioni favorevoli alla sua abitabilità. Nell'immagine, la faglia di San Andreas, una delle più celebri faglie del nostro pianeta.

Alcuni modelli teorici indicano che alcune super Terre possono manifestare un'attività geologica affine a quella del nostro pianeta, caratterizzata forse da una tettonica a placche.
L'attività geologica della Terra è alimentata dai moti convettivi che il magma del mantello compie in virtù del calore endogeno, che è in parte un residuo del processo di formazione planetaria e in parte è dovuto al decadimento degli elementi radioattivi presenti nel mantello. Supponendo che possieda una concentrazione di tali elementi affine a quella del nostro pianeta, dal momento che questi hanno una diffusione uniforme nella Galassia, è ragionevole pensare che una super Terra, in virtù della sua grande massa, abbia una quantità maggiore di elementi radioattivi e dunque sviluppi un maggior calore endogeno, che alimenterebbe dunque nel mantello dei moti convettivi più energici. La conseguenza sarebbe una tettonica a placche più violenta di quella terrestre, caratterizzata dalla presenza di zolle più sottili rispetto a quelle terrestri a causa di un più rapido turn-over della crosta planetaria, che si riflette in un minor tempo a sua disposizione per raffreddarsi ed ispessirsi. Nonostante il ridotto spessore della crosta, le faglie dovrebbero presentare una resistenza analoga a quella terrestre a causa della maggiore forza di gravità che esercita una maggiore pressione su di esse.
I modelli suggeriscono che sorprendentemente la massa della Terra sia appena superiore al limite necessario per poter avere una tettonica attiva; questo spiega come mai Venere, che è appena meno massiccio della Terra, possieda una tettonica appena accennata, mentre Marte, con una massa circa un decimo di quella terrestre, si presenta geologicamente inattivo.

### Clima ed abitabilità
L'attività geologica, e in particolare il vulcanismo, immette nell'atmosfera del nostro pianeta grandi quantità di gas, come l'anidride carbonica, che reagisce con il silicato di calcio delle rocce producendo carbonato di calcio e silice, solidi insolubili che sedimentano nei fondali oceanici. Il processo di subduzione della sottile crosta oceanica trasporta questi sedimenti nel mantello; la subduzione rifornisce così il mantello di carbonio, il quale, riconvertito in anidride carbonica, torna nell'atmosfera consentendo a questo ciclo di reazioni di riprendere. L'importanza di questo ciclo carbonio-silicio consiste nel fatto che il tutto agisce come un termostato che mantiene stabile la temperatura terrestre, contribuendo a mantenere l'acqua allo stato liquido e dunque rendendo il pianeta adatto a sviluppare la vita come la conosciamo. L'ipotetica maggiore efficienza della tettonica di una super Terra accelererebbe i tempi di questo ciclo, rendendo per certi versi questi pianeti più adatti allo sviluppo di forme di vita.
La grande massa consente inoltre alla super Terra di trattenere un'atmosfera sufficientemente spessa in maniera più efficiente ed impedisce alle molecole d'acqua di sfuggire nello spazio. Tuttavia non possediamo informazioni precise sulle atmosfere delle super Terre e non si conoscono con esattezza le temperature superficiali di questi pianeti né l'eventuale presenza di un effetto serra, anche se è possibile stimare una temperatura di equilibrio in relazione dal grado di insolazione ricevuta dal pianeta e dall'albedo del pianeta. Ad esempio, per la Terra questa temperatura è di 254,3 K (−19 °C), ben al di sotto della temperatura media del pianeta; è la presenza di importanti quantità di gas serra e del suddetto ciclo carbonio-silicio a far sì che la Terra mantenga una temperatura media tale da mantenere l'acqua allo stato liquido. Allo stesso modo, Venere ha una temperatura di equilibrio di 231,7 K  (−41 °C), nonostante l'imponente effetto serra che affligge l'atmosfera venusiana faccia sì che il pianeta abbia una temperatura reale di 737 K (464 °C).